# Rungsted Hockey Klub
Rungsted Hørsholm Floorball Klub hører til sportsgrenen floorball og blev grundlagt i 1994 under navnet Hørsholm Floorball Club. Klubben spiller sine kampe og træner Rungstedhallen, Hørsholmhallen og Rådhushallen i Hørsholm, Nordsjælland og er medlem Floorball Danmark (DaFu). Udover Dafu er klubben også medlem af Danmarks Idræts-Forbund (DIF), Danske Gymnastik- & Idrætsforeninger (DGI) og Hørsholm Idræts Union (HIU). 
Klubben har gennem de fleste af årene haft holdet i landets bedste række, Floorball-Ligaen, men har også tilbragt en del år i landets næstbedste række 1. division. Flere af klubbens spillere har været med på de diverse danske landshold gennem tiden. Af spillere kan nævnes Mikael Kepp og Andreas Krogh, og derudover har Christian Sonne og Frederik Kopperup været med på ungdomslandsholdene. 
Hørsholm Floorball Klubs mangeårige spiller Mikael Kepp og tidligere danske landsholdsspiller scorede det første landskampsmål nogensinde i Danmarks første officielle landskamp. I øvrigt fik Kepp også landsholdets første udvisning.